# Hjalmar Nyström (arkitekt)
Denna artikel handlar om arkitekten Hjalmar Nyström. För politikern, se Hjalmar Nyström
Hjalmar Gustaf Nyström, född 3 juli 1870 i Stockholm, död 1955, var en svensk arkitekt.
Hjalmar Nyström var son till slottsarkitekten Axel Fredrik Nyström (1832–1894) och Edla Maria Carolina Anna von Schoultz. Han utbildade sig till arkitekt på Kungliga Tekniska högskolan i Stockholm.
Nyström ritade möbler för AB Iris I Borgå under slutet av 1890-talet. Mellan 1903 och 1906 var han arkitekt och konstnärlig ledare för Sandvikens AB i Helsingfors och 1906–1922 verkställande direktör för AB Sparreholms Snickerifabrik.
Han gifte sig 1899 med Agda Maria Hollstrand. Makarna är begravda på Norra begravningsplatsen utanför Stockholm.